# Xrdp
XRDP es un servidor que te permite conectarte remotamente a servidores Linux usando el protocolo Remote Desktop Protocol, que acepta conexiones desde diversos clientes RDP.

## Características

### Remote Desktop Access
- Conectarse a un servidor Linux desde cualquier lugar usando RDP
- Re conectarte a una sesión existente.
- Re-dimensionar la sesión (Si cambias el tamaño de la ventana de RDP, se re-dimensiona la resolución para adaptarse)
- Proxy RDP/VNC (Conectarse a un servidor RDP o VNC a través del servidor RDP)

### Acceso a recursos remotos
- Transferencia del portapapeles (Si copias algo en la máquina del cliente, lo puedes pegar en la sesión de control remoto y viceversa)
- Redirección de audio(Escuchar el audio que se reproduce en el servidor)
- Re dirección de micrófono(El servidor puede usar el micrófono del cliente)
- Re-dirección de disco (Montar los discos del cliente en la máquina remota

## Plataformas soportadas
XRDP principalmente soporta Linux, tanto en la arquitectura X86, X86-64 y Arquitectura ARM, aunque algunos componentes están optimizados para X86/X86-64